# Drygiés
Drygiés, en grec moderne : Δρυγιές, est un village de montagne du dème d'Amári, dans le district régional de Réthymnon de la Crète, en Grèce. Selon le recensement de 2011, la population de Drygiés compte 26 habitants.
Le village est situé à une distance de 47 km de Réthymnon et à une altitude de 580 mètres.

## Recensements de la population
| Recensements | 1900 | 1920 | 1928 | 1940 | 1951 | 1961 | 1971 | 1981 | 1991 | 2001 | 2011 |
| ------------ | ---- | ---- | ---- | ---- | ---- | ---- | ---- | ---- | ---- | ---- | ---- |
| Population   | 92   | 83   | 94   | 93   | 90   | 79   | 59   | 53   | /    | 39   | 26   |

## Source de la traduction
- (el) Cet article est partiellement ou en totalité issu de l’article de Wikipédia en grec moderne intitulé « Δρυγιές Ρεθύμνης » (voir la liste des auteurs).